# Gorovići (Kotor)
Pour les articles homonymes, voir Gorovići.
Gorovići (en serbe cyrillique : Горовићи) est un village du sud-ouest du Monténégro, dans la municipalité de Kotor.

## Démographie

### Évolution historique de la population
| 1948 | 1953 | 1961 | 1971 | 1981 | 1991 | 2003 |
| ---- | ---- | ---- | ---- | ---- | ---- | ---- |
| 157  | 158  | 143  | 120  | 86   | 70   | 44   |